# Corriente de las Malvinas

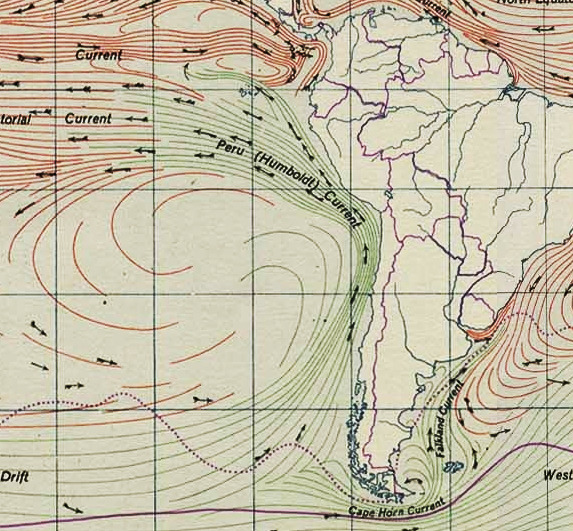
La corriente de las Malvinas en la parte inferior derecha del mapa, bajo el nombre de "Falkland Current"

La corriente de las Malvinas es una corriente oceánica que transporta aguas frías subantárticas; se desplaza de sur a norte y rodea a las islas Malvinas. La velocidad de esta corriente tiene variaciones pero es, en promedio, de un nudo (una milla por hora), es decir aproximadamente 2 km/h. Si bien la corriente de Malvinas que fluye sobre el talud continental afecta el movimiento de las aguas de la plataforma argentina solo lo hace en los 30 km más cercanos a ella. Además, existen intrusiones de la corriente sobre la plataforma que llevan nutrientes y características subantárticas.
A lo largo del talud continental, desde su separación de la corriente Circumpolar Antártica en el pasaje de Drake, transporta aguas subantárticas hacia el norte, desde una latitud aproximada de 55° S y hasta la zona imprecisa comprendida entre los 39° y 36° S. La masa principal de agua de esta corriente se halla entre los 150 y 600 m (a mayor profundidad que los 200 m se encuentra ya la cuenca Argentina) con temperaturas entre 4° y 5 °C y salinidades entre 34,1 y 34,2 por mil.
En sentido contrario a la corriente de las Malvinas sobre el talud continental, circula la corriente del Brasil, que transporta aguas subtropicales con una salinidad mayor a 35,0 por mil y temperatura superior a 16 °C. Entre los 36° y 38° S, esta corriente converge con la corriente de las Malvinas y define la Confluencia Brasil-Malvinas. Esta área se caracteriza por ser muy energética y presentar muchos remolinos de mesoescala.
Las dos corrientes ya fusionadas, se desprenden del borde continental y circulan con dirección sudeste alejándose del continente americano, para constituir la celda de recirculación anticiclónica del Atlántico Sur.